# Adam Podlesh
(en) Statistiques sur pro-football-reference
Adam Podlesh (né le 11 août 1983 à Rochester) est un joueur américain de football américain. Il joue actuellement avec les Steelers de Pittsburgh.

## Enfance
Podlesh étudie à la Pittsford Sutherland High School.

## Carrière

### Université
Il entre à l'université du Maryland où il joue comme punter avec les Terrapins du Maryland. Il fait une bonne dernière saison universitaire et s'inscrit pour le draft de la NFL.

### Professionnel
Adam Podlesh est sélectionné au quatrième tour du draft par les Jaguars de Jacksonville au 101e choix. Pour sa première saison en NFL (rookie), il est désigné punter titulaire. Lors de cette saison, il fait son plus long punt avec un dégagement de soixante-seize yards. Malgré lors de la saison 2008 où il rate cinq matchs, il est titulaire à tous les matchs de la saison 2009 et 2010.
Néanmoins, en 2010, un cancer des glandes salivaires est diagnostiqué chez Podlesh. Il subit une intervention chirurgicale et chimiothérapie et guéri de son cancer six semaines après le diagnostic.
Le 29 juillet 2011, Jacksonville signe avec les Bears de Chicago après que son contrat soit arrivé à terme avec Jacksonville.